# Tour Victoria (Stockholm)
Pour les articles homonymes, voir Tour Victoria (homonymie).
La tour Victoria (suédois : Victoria Tower) est un gratte-ciel situé dans le quartier de Kista à Stockholm en Suède, qui abrite un hôtel et des bureaux. Inaugurée en 2011, elle culmine à une hauteur de 120 mètres et devient ainsi le second immeuble le plus haut de Suède après le Turning Torso de Malmö, de même que l'hôtel le plus haut d'Europe du Nord, détrônant l'hôtel Plaza d'Oslo.

## Caractéristiques
La tour Victoria est haute de 120 mètres pour 34 étages.
Elle abrite un hôtel de 300 chambres avec salles de conférences, restaurant et bar panoramique. Les dix étages les plus élevés sont constitués de bureaux, d'une superficie de 5 000 m2.
L'immeuble, qui a couté 600 millions de couronnes, appartient à l'investisseur norvégien Arthur Buchardt.
L'hôtel est géré par le groupe hôtelier Scandic.

## Construction
L'architecte responsable du projet est Gert Wingårdh, en collaboration avec celle qui depuis août 2010 est l'architecte en titre de la ville de Stockholm, Karolina Keyzer. Gert Wingårdh donne à l'immeuble une forme en « T » et dessine, avec l'architecte Per Odebäck, une façade composée de fenêtres triangulaires de huit types différents, que des traitements de surface variés font briller et scintiller à la lumière du jour.
Les travaux de construction commencent à l'été 2009, et l'hôtel est inauguré le 15 septembre 2011,.

## Récompenses
La tour Victoria finit à la seconde place de la compétition immeuble de l'année 2012 à Stockholm (suédois : Årets Stockholmsbyggnad 2012) et quatrième ex-aequo au classement mondial des gratte-ciel de l'année 2012 publié par la société Emporis.

## Galerie

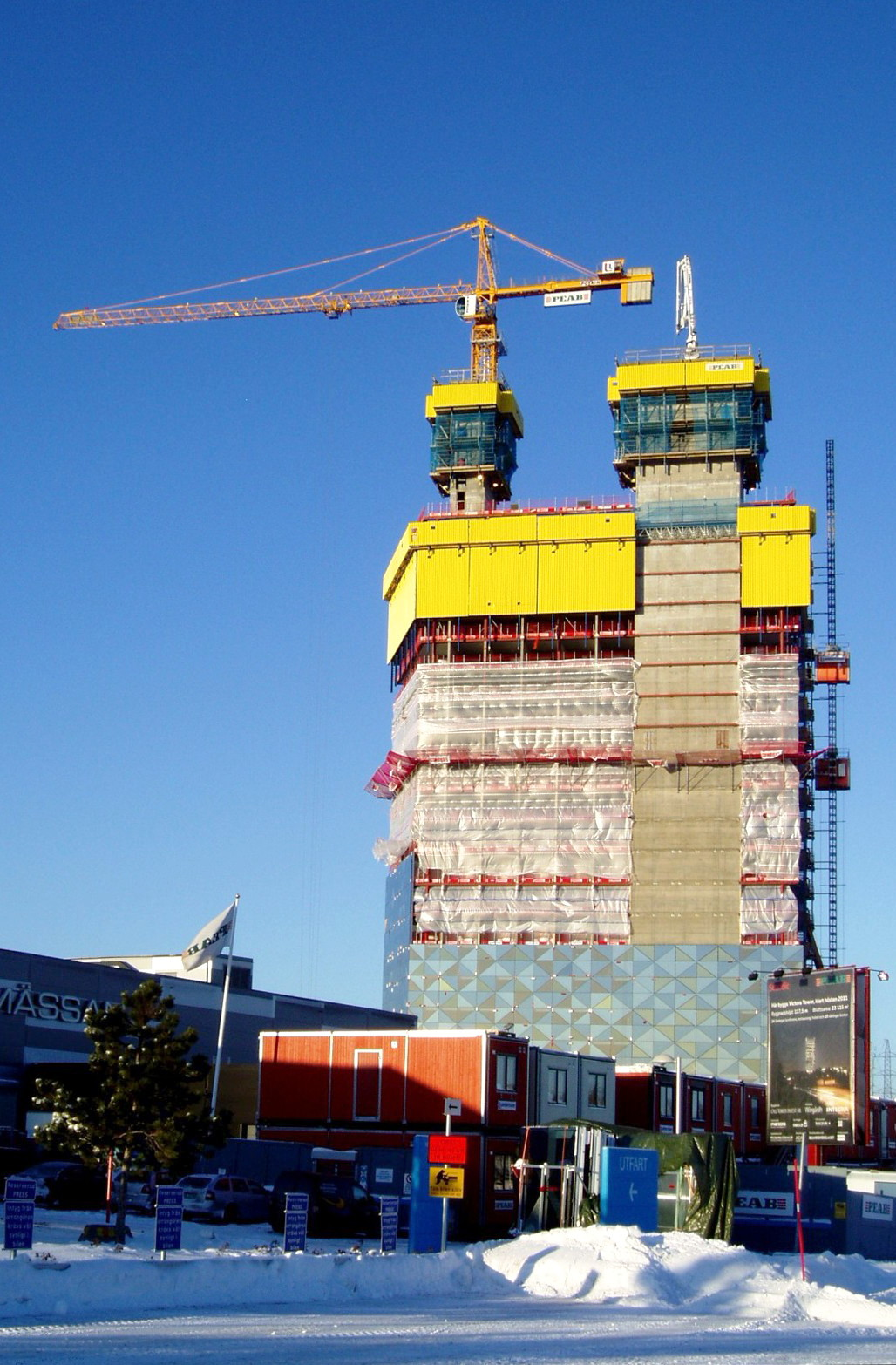
Novembre 2010.
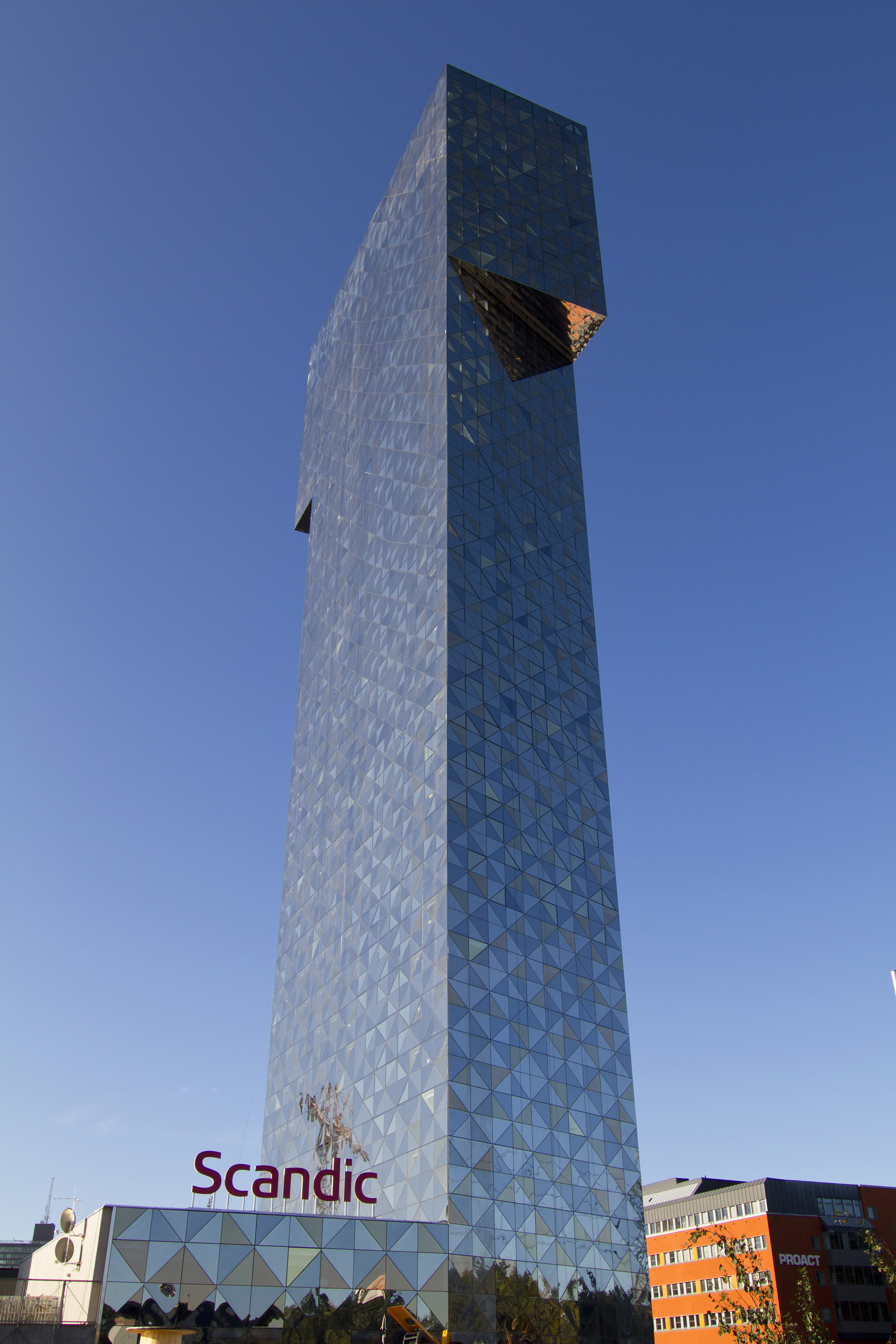
Octobre 2011.

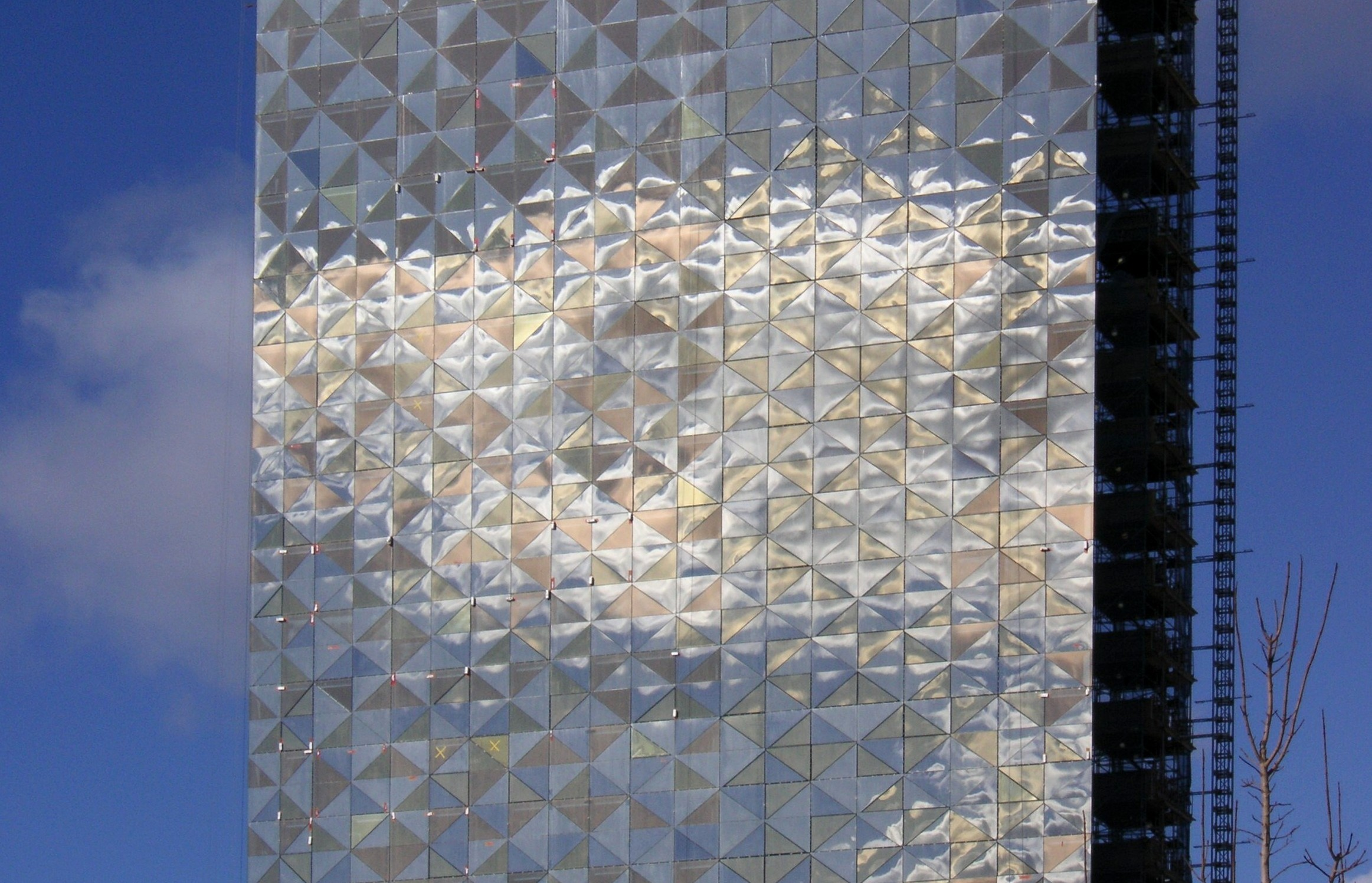
Mars 2011.
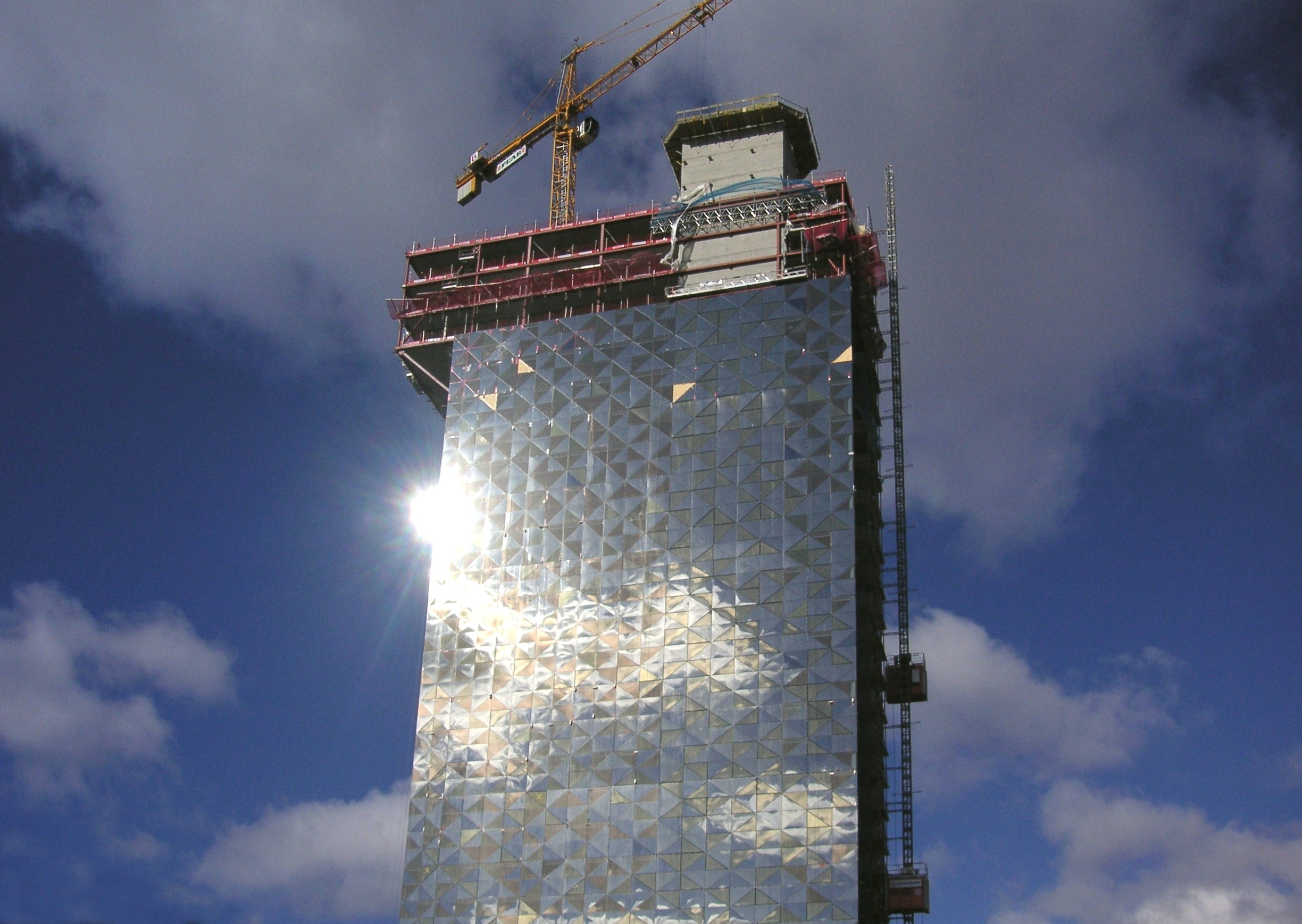
Mars 2011.

### Sources
- (sv) Cet article est partiellement ou en totalité issu de l’article de Wikipédia en suédois intitulé « Victoria Tower » (voir la liste des auteurs).